# Bailey Peacock-Farrell
Bailey Peacock-Farrell (Darlington, 29 oktober 1996) is een Noord-Iers voetballer die speelt als doelman. In juli 2024 verruilde hij Burnley voor Birmingham City. Peacock-Farrell maakte in 2018 zijn debuut in het Noord-Iers voetbalelftal.

## Clubcarrière
Peacock-Farrell speelde sinds 2006 in de opleiding van Middlesbrough. Na zeven jaar liet die club hem gaan en hierop pikte Leeds United de doelman op. Op 5 april 2016 maakte de Noord-Ier zijn professionele debuut, toen in eigen huis gespeeld werd tegen Queens Park Rangers. Vanwege een schorsing van Marco Silvestri koos coach Steve Evans ervoor om Peacock-Farrell op te stellen. Hij zag Chris Wood de score openen na zeventig minuten. Drie minuten voor tijd zorgde Tjaronn Chery voor de gelijkmaker met een benutte strafschop. Deze 1–1 betekende ook de eindstand.
In juli 2017 kreeg Peacock-Farrell een nieuw contract voorgeschoteld, tot medio 2020. York City huurde hem in oktober van dat jaar voor één maand. Hier speelde Peacock-Farrell vier competitiewedstrijden. Vanaf maart 2018 veroverde Peacock-Farrell een basisplaats onder Paul Heckingbottom en onder diens opvolger Marcelo Bielsa behield hij deze in het seizoen 2018/19.
De doelman verkaste in de zomer van 2019 voor circa 2,75 miljoen euro naar Burnley, waar hij zijn handtekening zette onder een verbintenis voor de duur van vier seizoenen. Peacock-Farrell kwam in zijn eerste seizoen niet in actie voor Burnley en speelde het jaar erna vier competitiewedstrijden. Medio 2021 werd hij voor één seizoen verhuurd aan Sheffield Wednesday. In de zomer van 2023 verhuurde Burnley hem opnieuw, ditmaal aan Aarhus GF.
Na afloop van deze verhuurperiode verliet hij Burnley definitief; de doelman verkaste naar Birmingham City en tekende een contract voor vier seizoenen. Tijdens het seizoen 2024/25 zat hij grotendeels als reserve voor Ryan Allsop op de reservebank, maar hij hielp Birmingham met negen wedstrijden aan de titel in de League One. Voorafgaand aan het seizoen 2025/26 nam Blackpool Peacock-Farrell op huurbasis over.

## Clubstatistieken
| Seizoen | Club                  | Competitie       | Competitie | Competitie | Beker | Beker | Internationaal | Internationaal | Totaal | Totaal |
| Seizoen | Club                  | Competitie       | Wed.       | Dlp.       | Wed.  | Dlp.  | Wed.           | Dlp.           | Wed.   | Dlp.   |
| ------- | --------------------- | ---------------- | ---------- | ---------- | ----- | ----- | -------------- | -------------- | ------ | ------ |
| 2015/16 | Leeds United          | Championship     | 1          | 0          | 0     | 0     | —              | —              | 1      | 0      |
| 2016/17 | Leeds United          | Championship     | 0          | 0          | 0     | 0     | —              | —              | 0      | 0      |
| 2017/18 | → York City           | Conference North | 4          | 0          | 0     | 0     | —              | —              | 4      | 0      |
| 2017/18 | Leeds United          | Championship     | 11         | 0          | 0     | 0     | —              | —              | 11     | 0      |
| 2018/19 | Leeds United          | Championship     | 28         | 0          | 1     | 0     | —              | —              | 29     | 0      |
| 2019/20 | Burnley               | Premier League   | 0          | 0          | 0     | 0     | —              | —              | 0      | 0      |
| 2020/21 | Burnley               | Premier League   | 4          | 0          | 4     | 0     | —              | —              | 8      | 0      |
| 2021/22 | → Sheffield Wednesday | League One       | 45         | 0          | 2     | 0     | —              | —              | 47     | 0      |
| 2022/23 | Burnley               | Championship     | 8          | 0          | 8     | 0     | —              | —              | 16     | 0      |
| 2023/24 | → Aarhus GF           | Superligaen      | 21         | 0          | 6     | 0     | 1              | 0              | 28     | 0      |
| 2024/25 | Birmingham City       | League One       | 9          | 0          | 7     | 0     | —              | —              | 16     | 0      |
| 2025/26 | → Blackpool           | League One       | 0          | 0          | 0     | 0     | —              | —              | 0      | 0      |
| Totaal  | Totaal                | Totaal           | 131        | 0          | 28    | 0     | 1              | 0              | 160    | 0      |

Bijgewerkt op 22 juli 2025.

## Interlandcarrière
Peacock-Farrell maakte zijn debuut in het Noord-Iers voetbalelftal op 29 mei 2018, toen met 0–0 gelijkgespeeld werd tegen Panama. De doelman moest van bondscoach Michael O'Neill op de reservebank beginnen en hij mocht in de rust invallen voor Trevor Carson. De andere debutanten dit duel waren Jordan Thompson (Livingston) en Shayne Lavery (Everton).
| Interlands van Bailey Peacock-Farrell voor Noord-Ierland | Interlands van Bailey Peacock-Farrell voor Noord-Ierland | Interlands van Bailey Peacock-Farrell voor Noord-Ierland | Interlands van Bailey Peacock-Farrell voor Noord-Ierland | Interlands van Bailey Peacock-Farrell voor Noord-Ierland | Interlands van Bailey Peacock-Farrell voor Noord-Ierland | Interlands van Bailey Peacock-Farrell voor Noord-Ierland |
| №                                                        | Datum                                                    | Wedstrijd                                                | Uitslag                                                  | Competitie                                               | Goals                                                    |                                                          |
| Als speler bij Leeds United                              | Als speler bij Leeds United                              | Als speler bij Leeds United                              | Als speler bij Leeds United                              | Als speler bij Leeds United                              | Als speler bij Leeds United                              | Als speler bij Leeds United                              |
| -------------------------------------------------------- | -------------------------------------------------------- | -------------------------------------------------------- | -------------------------------------------------------- | -------------------------------------------------------- | -------------------------------------------------------- | -------------------------------------------------------- |
| 1                                                        | 29 mei 2018                                              | Panama – Noord-Ierland                                   | 0 – 0                                                    | Vriendschappelijk                                        |                                                          |                                                          |
| 2                                                        | 8 september 2018                                         | Noord-Ierland – Bosnië en Herzegovina                    | 1 – 2                                                    | Nations League 2018/19                                   |                                                          |                                                          |
| 3                                                        | 12 oktober 2018                                          | Oostenrijk – Noord-Ierland                               | 1 – 0                                                    | Nations League 2018/19                                   |                                                          |                                                          |
| 4                                                        | 15 oktober 2018                                          | Bosnië en Herzegovina – Noord-Ierland                    | 2 – 0                                                    | Nations League 2018/19                                   |                                                          |                                                          |
| 5                                                        | 15 november 2018                                         | Ierland – Noord-Ierland                                  | 0 – 0                                                    | Vriendschappelijk                                        |                                                          |                                                          |
| 6                                                        | 21 maart 2019                                            | Noord-Ierland – Estland                                  | 2 – 0                                                    | EK 2020 kwalificatie                                     |                                                          |                                                          |
| 7                                                        | 24 maart 2019                                            | Noord-Ierland – Wit-Rusland                              | 2 – 1                                                    | EK 2020 kwalificatie                                     |                                                          |                                                          |
| 8                                                        | 8 juni 2019                                              | Estland – Noord-Ierland                                  | 1 – 2                                                    | EK 2020 kwalificatie                                     |                                                          |                                                          |
| 9                                                        | 11 juni 2019                                             | Wit-Rusland – Noord-Ierland                              | 0 – 1                                                    | EK 2020 kwalificatie                                     |                                                          |                                                          |
| Als speler bij Burnley                                   |                                                          |                                                          |                                                          |                                                          |                                                          |                                                          |
| 10                                                       | 5 september 2019                                         | Noord-Ierland – Luxemburg                                | 1 – 0                                                    | Vriendschappelijk                                        |                                                          |                                                          |
| 11                                                       | 9 september 2019                                         | Noord-Ierland – Duitsland                                | 0 – 2                                                    | EK 2020 kwalificatie                                     |                                                          |                                                          |
| 12                                                       | 10 oktober 2019                                          | Nederland – Noord-Ierland                                | 3 – 1                                                    | EK 2020 kwalificatie                                     |                                                          |                                                          |
| 13                                                       | 16 november 2019                                         | Noord-Ierland – Nederland                                | 0 – 0                                                    | EK 2020 kwalificatie                                     |                                                          |                                                          |
| 14                                                       | 19 november 2019                                         | Duitsland – Noord-Ierland                                | 6 – 1                                                    | EK 2020 kwalificatie                                     |                                                          |                                                          |
| 15                                                       | 4 september 2020                                         | Roemenië – Noord-Ierland                                 | 1 – 1                                                    | Nations League 2020/21                                   |                                                          |                                                          |
| 16                                                       | 7 september 2020                                         | Noord-Ierland – Noorwegen                                | 1 – 5                                                    | Nations League 2020/21                                   |                                                          |                                                          |
| 17                                                       | 8 oktober 2020                                           | Bosnië en Herzegovina – Noord-Ierland                    | 1 – 1                                                    | EK 2020 kwalificatie                                     |                                                          |                                                          |
| 18                                                       | 12 november 2020                                         | Noord-Ierland – Slowakije                                | 1 – 2                                                    | EK 2020 kwalificatie                                     |                                                          |                                                          |
| 19                                                       | 18 november 2020                                         | Noord-Ierland – Roemenië                                 | 1 – 1                                                    | Nations League 2020/21                                   |                                                          |                                                          |
| 20                                                       | 25 maart 2021                                            | Italië – Noord-Ierland                                   | 2 – 0                                                    | WK 2022 kwalificatie                                     |                                                          |                                                          |
| 21                                                       | 31 maart 2021                                            | Noord-Ierland – Bulgarije                                | 0 – 0                                                    | WK 2022 kwalificatie                                     |                                                          |                                                          |
| 22                                                       | 30 mei 2021                                              | Malta – Noord-Ierland                                    | 0 – 3                                                    | Vriendschappelijk                                        |                                                          |                                                          |
| 23                                                       | 3 juni 2021                                              | Oekraïne – Noord-Ierland                                 | 1 – 0                                                    | Vriendschappelijk                                        |                                                          |                                                          |
| Als speler bij Sheffield Wednesday                       |                                                          |                                                          |                                                          |                                                          |                                                          |                                                          |
| 24                                                       | 2 september 2021                                         | Litouwen – Noord-Ierland                                 | 1 – 4                                                    | WK 2022 kwalificatie                                     |                                                          |                                                          |
| 25                                                       | 8 september 2021                                         | Noord-Ierland – Zwitserland                              | 0 – 0                                                    | WK 2022 kwalificatie                                     |                                                          |                                                          |
| 26                                                       | 9 oktober 2021                                           | Zwitserland – Noord-Ierland                              | 2 – 0                                                    | WK 2022 kwalificatie                                     |                                                          |                                                          |
| 27                                                       | 12 oktober 2021                                          | Bulgarije – Noord-Ierland                                | 2 – 1                                                    | WK 2022 kwalificatie                                     |                                                          |                                                          |
| 28                                                       | 12 november 2021                                         | Noord-Ierland – Litouwen                                 | 1 – 0                                                    | WK 2022 kwalificatie                                     |                                                          |                                                          |
| 29                                                       | 15 november 2021                                         | Noord-Ierland – Italië                                   | 0 – 0                                                    | WK 2022 kwalificatie                                     |                                                          |                                                          |
| 30                                                       | 29 maart 2022                                            | Noord-Ierland – Hongarije                                | 0 – 1                                                    | Vriendschappelijk                                        |                                                          |                                                          |
| Als speler bij Burnley                                   |                                                          |                                                          |                                                          |                                                          |                                                          |                                                          |
| 31                                                       | 2 juni 2022                                              | Noord-Ierland – Griekenland                              | 0 – 1                                                    | Nations League 2022/23                                   |                                                          |                                                          |
| 32                                                       | 5 juni 2022                                              | Cyprus – Noord-Ierland                                   | 0 – 0                                                    | Nations League 2022/23                                   |                                                          |                                                          |
| 33                                                       | 9 juni 2022                                              | Kosovo – Noord-Ierland                                   | 3 – 2                                                    | Nations League 2022/23                                   |                                                          |                                                          |
| 34                                                       | 24 september 2022                                        | Noord-Ierland – Kosovo                                   | 2 – 1                                                    | Nations League 2022/23                                   |                                                          |                                                          |
| 35                                                       | 27 september 2022                                        | Griekenland – Noord-Ierland                              | 3 – 1                                                    | Nations League 2022/23                                   |                                                          |                                                          |
| 36                                                       | 23 maart 2023                                            | San Marino – Noord-Ierland                               | 0 – 2                                                    | EK 2024 kwalificatie                                     |                                                          |                                                          |
| 37                                                       | 26 maart 2023                                            | Noord-Ierland – Finland                                  | 0 – 1                                                    | EK 2024 kwalificatie                                     |                                                          |                                                          |
| 38                                                       | 16 juni 2023                                             | Denemarken – Noord-Ierland                               | 1 – 0                                                    | EK 2024 kwalificatie                                     |                                                          |                                                          |
| 39                                                       | 19 juni 2023                                             | Noord-Ierland – Kazachstan                               | 0 – 1                                                    | EK 2024 kwalificatie                                     |                                                          |                                                          |
| Als speler bij Aarhus GF                                 |                                                          |                                                          |                                                          |                                                          |                                                          |                                                          |
| 40                                                       | 7 september 2023                                         | Slovenië – Noord-Ierland                                 | 4 – 2                                                    | EK 2024 kwalificatie                                     |                                                          |                                                          |
| 41                                                       | 10 september 2023                                        | Kazachstan – Noord-Ierland                               | 1 – 0                                                    | EK 2024 kwalificatie                                     |                                                          |                                                          |
| 42                                                       | 17 oktober 2023                                          | Noord-Ierland – Slovenië                                 | 0 – 1                                                    | EK 2024 kwalificatie                                     |                                                          |                                                          |
| 43                                                       | 22 maart 2024                                            | Roemenië – Noord-Ierland                                 | 1 – 1                                                    | Vriendschappelijk                                        |                                                          |                                                          |
| 44                                                       | 26 maart 2024                                            | Schotland – Noord-Ierland                                | 0 – 1                                                    | Vriendschappelijk                                        |                                                          |                                                          |
| 45                                                       | 8 juni 2024                                              | Spanje – Noord-Ierland                                   | 5 – 1                                                    | Vriendschappelijk                                        |                                                          |                                                          |
| 46                                                       | 11 juni 2024                                             | Noord-Ierland – Andorra                                  | 2 – 0                                                    | Vriendschappelijk                                        |                                                          |                                                          |
| Als speler bij Birmingham City                           |                                                          |                                                          |                                                          |                                                          |                                                          |                                                          |
| 47                                                       | 5 september 2024                                         | Noord-Ierland – Luxemburg                                | 2 – 0                                                    | Nations League 2022/23                                   |                                                          |                                                          |
| 48                                                       | 8 september 2024                                         | Bulgarije – Noord-Ierland                                | 1 – 0                                                    | Nations League 2022/23                                   |                                                          |                                                          |

Bijgewerkt op 22 juli 2025.

## Erelijst
| Competitie      |         |         |         |         |
| Competitie      | Aantal  | Jaren   |         |         |
| Burnley         | Burnley | Burnley | Burnley | Burnley |
| --------------- | ------- | ------- | ------- | ------- |
| Championship    | 1       | 2022/23 |         |         |
| Birmingham City |         |         |         |         |
| League One      | 1       | 2024/25 |         |         |